# チャタム郡 (ノースカロライナ州)
チャタム郡（英: Chatham County、地元では [ˌtʃætəm] CHA-təm) ）は、アメリカ合衆国ノースカロライナ州の中央部、ピードモント台地に位置する郡である。2010年国勢調査での人口は63,505人であり、2000年の49,329人から28.7%増加した。郡庁所在地はピッツボロ町（人口3,743人）であり、同郡で人口最大の町はサイラーシティ町（人口7,887人）である。
アメリカ合衆国行政管理予算局はチャタム郡をローリー・ダーラム・チャペルヒル広域都市圏に含めており、その都市圏人口は2012年推計で1,998,808人である。2003年6月6日に行政管理予算局が統計上都市圏を再定義し、それまで長くローリー・ダーラム・チャペルヒル大都市圏に入っていた区域を2つの大都市圏に分割した。ただし、2つに分かれても1つの大都市圏として機能し続けている。

## 歴史
チャタム郡となった地域の最初期開拓者にはイングランドのクエーカー教徒が入っており、ホー川やイーノ川沿いに入植した。チャタム郡は1771年にオレンジ郡から分離して設立された。郡名は、1758年に設立されたペンシルベニア州ピッツバーグと同様、1766年から1768年までイギリスの首相を務め、厳しい植民地政策には反対した初代チャタム伯爵ウィリアム・ピット（大ピット）に因んで名付けられた。
1907年、チャタム郡とムーア郡の一部を合わせてリー郡が設立された。公共放送サービスのドキュメンタリー「姓」では、チャタム郡がアフリカ系アメリカ人とヨーロッパ系アメリカ人のアルストン家との関係が発する場所としていた。チャタム郡の歴史的詩人となっているジョージ・モーゼス・ホートン（1797年?-1883年）は、その人生の大半をチャタム郡で過ごし、奴隷である間に文献を出版した数少ない奴隷の1人になった。
州内では最も西にある内陸港として機能したモンキュアの町は、大西洋岸まで蒸気船で結んでいた。
2010年3月25日、1881年に建設され改修中だったチャタム郡庁舎が火事になった。

### 石炭鉱業
チャタム郡は州内でも採掘可能な歴青炭が埋蔵されていることがわかっている3郡の1つである。チャタム郡とリー郡およびランドルフ郡の郡境になっているディープ川沿いの地域は、アメリカ独立戦争から世界恐慌の時代まで主要石炭産出地域であり、ディープ川炭田と呼ばれた。カーボントンやカムノック（リー郡では公式にイージプトと呼ばれた）の町は石炭鉱業の発展で生まれた。南北戦争のときにこの地域で産出された石炭の大半は、南軍の運営のために使われた。
1920年代に発生したコールグレン炭坑爆発事故は、度々起こったディープ川の氾濫と共に、炭坑の運命を縮め、1940年代までに全ての炭坑が閉鎖された。近年に行われた再度石炭を採鉱しようという試みも失敗している。地質学者に拠れば、石炭層にあまりに断層が多く、地下の爆発生ガスの脅威が高いと述べている。さらに大気汚染度を下げてきた現在の環境法の下では、硫黄分の多い石炭は経済的に引き合わない。地質学者は、炭坑があった所に天然ガスや石油が埋蔵されている可能性も考慮したが、経済的に抽出できるものは見つかっていない。州内で採掘される石炭の96%はチャタム郡からであり、3%がランドルフ郡とリー郡で産出されている。

### 農業と製造業
チャタム郡はその経済基盤として長く農業に依存してきた。ピードモント台地に共通する堅い赤土が多い天然土壌は、比較的肥沃さが劣り、タバコのような換金作物を作れなかった。家畜、特に牛と鶏の飼育が重要であり続けてきた。かつては酪農業が栄えたが、近年農地の多くが売却され、開発に回されている。郡内には大型の鶏肉加工施設があり、州内の鶏肉生産では上位の郡である。郡内の鶏肉産業は、郡西部のサイラーシティ町周辺が中心である。企業としてはタウンゼント・フーズやゴールデン・プルトリーが大きい。干し草のような飼料作物も大量に生産されている。カロライナ農園受託管理協会が郡内にあり、多くの有機農業農家が入っている。
郡内の製造業はサイラーシティやモンキュアの町が中心である。企業としてはプログレス・エナジー、ウェアーハウザー、ハネウェル、ATCパネルズ等がある。地元で採れる赤土を使った煉瓦製造業がモンキュア地域では重要な経済要素となっており、そこやブリックヘイブンには幾つかの工場が操業を続けている。
3M がピッツボロの南、アメリカ国道15号線-501号線沿いで緑色岩鉱山を運営している。緑色岩は屋根材を作る細礫に加工される。2007年、郡民は郡西部における同様な採石場を増やさないよう運動して成功している。
景観の良い田園部の環境が多くの芸術家を惹き付けており（チャタム芸術家ギルド）、また芸術に関わる観光が経済の成長分野になっている。
チャタム郡は南部音楽でも深い伝統がある。レッドクレイ・ランブラーズのトミー・トンプソンや、トミー・エドワーズが長年、伝統的なオールドタイムやブルーグラスの音楽を広めてきた。ロックンロールからビッグバンドまで様ザマンジャンルのアーティストが育ってきている。最近のシャコリ・グラスルーツ音楽とダンスの祭では様々なジャンルの音楽を演奏している。この4日間の祭は4月と10月の年2回開催される。出演者としては、パティ・ラブレス、ラルフ・スタンレー、ヒュー・マセケラ、ドナ・ザ・バッファロー、カロライナ・チョコレートドロップス、アベット・ブラザーズ、ジム・ローダーデールなどがいる。同じ会場でホッピン・ジョン・バイオンリン協議会やマウンテンエイド慈善音楽会も開催されている。

## 郡政府
チャタム郡は5人の委員で構成される郡政委員会が統治している。委員は郡全体を選挙区に選出されるが、特定の区に住んでいなければならない。委員の任期は4年間であり、2年毎に半数が改選される。2010年11月に行われた一般選挙では3人の共和党員が当選し、政治地図に歴史的な変革が起きた。その前に当選した1人は、南北戦争後のレコンストラクション時代以来となる共和党員だった。
委員会が郡マネジャーを指名し、マネジャーが人事や予算など日々の管理を行う。委員会は、郡検察官や、委員会の計画や議事録を作成する委員会事務官、税務事務所を管理する税務官を指名するが、他の役人は指名しない。
委員会は郡の政策に関する一般的権限があるが、健康委員会、社会サービス委員会、選挙委員会、土壌水質保全地区委員会など、他にも特別の政策を立案する委員会がある。郡政委員会は健康委員会の委員全てを指名し、社会サービス委員会の何人かも指名するが、選挙委員会と土壌水質保全地区委員会の委員は指名しない。
チャタム郡は、地域自治体の組織であるトライアングルJ自治体委員会のメンバーである。

## 地理
アメリカ合衆国国勢調査局に拠れば、郡域全面積は709平方マイル (1,836.3 km2)であり、このうち陸地683平方マイル (1,769.0 km2)、水域は26平方マイル (67.3 km2)で水域率は3.69%である。
チャタム郡の全体がピードモント地形区分に入っている。地形は概して穏やかにうねっており、平地の中に幾つか高い丘陵がある。オレンジ郡との郡境にあるテレルズ山には、ローリー・ダーラム・メディア市場のための送信塔が立っている。
チャタム郡はケープフェア川の流域にある。ケープフェア川は、ホー川とジョーダン湖下流のディープ川が合流する郡内のモンキュアの町近くで発している。貯水湖と洪水制御湖を兼ねるB・エバレット・ジョーダン湖がニューホープ川流域にあり、主に郡東部を占める。この湖はアメリカ陸軍工兵司令部が所有し、ジョーダン湖州立レクリエーション地域として、部分的に州に貸与されている。

### 郡区
チャタム郡は13の郡区に分割されている。オルブライト、ボールドウィン、ベアクリーク、ケープフェア、センター、ガルフ、ハドリー、ホーリバー、ヒッコリーマウンテン、マシューズ、ニューホープ、オークランド、ウィリアムズの各郡区である。

### 交通
チャタム郡には州間高速道路が通っていないこともあって、田園的な性格を保ち続けている。州内の地理中心に近く、またローリー、ダーラム、グリーンズボロなど大都市に近いので、地域の交通では重要な役割を果たしている。自動車が主要交通手段である。

#### 主要高規格道路
- アメリカ国道64号線
- アメリカ国道421号線
- アメリカ国道15号線-アメリカ国道501号線-ノースカロライナ州道87号線

東西方向の幹線道はアメリカ国道64号線であり、サイラーシティとピッツボロを通っている。国道421号線と同15号線-501号線は南北方向である。国道421号線はサイラーシティを、15号線-501号線はピッツボロを通っている。1990年代と2000年代初期、ノースカロライナ州交通省が100万米ドル以上を掛けて、国道3本を高規格化し、従来の2車線から多重線の道路に拡幅した。ピッツボロには国道64号線バイパスが通り、サイラーシティの東にも国道421号線のバイパスができた。

#### 公共交通機関
郡内の公共交通は、チャタム・トランシット・ネットワークとチャペルヒル・トランシットの2機関が運行している。チャタム・トランシット・ネットワークはチャタム郡のコミュニティ交通計画で作られ、固定路線と個人輸送を担当している。固定路線はサイラーシティ、ピッツボロ、チャペルヒルの間でウィークデイに運行される。同様にチャペルヒル・トランシットのPXルートは2009年半ばにデモルートとして設定され、ピッツボロとチャペルヒルの間で固定路線をウィークデイに運行している。

#### 自転車
郡内には田園部道路沿いに景観の良い自転車道が多く備えられている。アメリカン・タバコ・トレイルも郡北東隅を横切っている。

#### 空港
サイラーシティ市民空港 (5W8) がサイラーシティ町中心街の南西3マイル (5 km) にある。公共用途空港であり、単発および複数発航空機が利用している。

#### 鉄道
郡内の鉄道はノーフォーク・サザン鉄道とCSXトランスポーテーションが運行している。ノーフォーク・サザン鉄道はサイラーシティ、ボンリー、ベアクリーク、ゴールズトンを通っており、これはグリーンズボロとサンフォードを結ぶ支線である。CSXトランスポーテーションは、ローリーとハムレットを結ぶ路線でモンキュアの町を通っている。ピッツボロは以前にシーボード・システム鉄道が通っていたが、1970年代に廃線になり、復活していない。

### 隣接する郡
- オレンジ郡 - 北
- ダーラム郡 - 北東
- ウェイク郡 - 東
- ハーネット郡 - 南東
- リー郡 - 南
- ムーア郡 - 南西
- ランドルフ郡 - 西
- アラマンス郡 - 北西

## 地質
チャタム郡は州の中央部、ピードモント台地地域にある。東部の大半はピードモント台地の小区分である三畳紀盆地に入っている。岩盤の多くは元々火成岩であり、三畳紀に形成された。三畳紀に作られたことで郡南部に石炭鉱脈を形成することになった。郡の最南部ガルフの北にある「ボーレン・クレイ・プロダクツ・ピット」では三畳紀の植物化石が出土している。火成岩であることから大量の変成岩が作られている。チャタム郡はカロライナ・スレートベルトの上にある。ピードモント台地の大半と同様、土壌は粘土であり、暗赤色をしている。地下水は鉱物を多く含み、軟水化しなければ飲めない。19世紀後半から20世紀初めにマウントバーノン・スプリングスの鉱泉が人々を惹き付けた。鉱泉のある所にリゾート温泉が作られた。訪問者は慢性病の治療を期待してこの水を飲んだ。このリゾートは20世紀初期に閉鎖された。鉱泉は今もあり、地元教会が維持している。

## 人口動態
以下は2000年国勢調査による人口統計データである。また（　）内に2010年データを示す。
| 基礎データ - 人口: 49,329人 (63,505人) - 世帯数: 19,741 世帯 (24,877 世帯) - 家族数: 13,858 家族 - 人口密度: 28人/km2（72人/mi2）(36/km2（93人/mi2)) - 住居数: 21,358軒 (28,753 軒) - 住居密度: 12軒/km2（31軒/mi2）(18軒/km2（39軒/mi2)) 人種別人口構成 - 白人: 74.94% (76.0%) - アフリカン・アメリカン: 17.07% (13.2%) - ネイティブ・アメリカン: 0.41% (0.5%) - アジア人: 0.59% (1.1%) - 太平洋諸島系: 0.04% (0.0%) - その他の人種: 5.81% (7.1%) - 混血: 1.13% (1.9%) - ヒスパニック・ラテン系: 9.62% (13.0%) ヒスパニック系は1990年と2000年の間で613%増加した | 年齢別人口構成 - 18歳未満: 22.5% - 18-24歳: 7.3% - 25-44歳: 30.4% - 45-64歳: 24.6% - 65歳以上: 15.3% - 年齢の中央値: 39歳 - 性比（女性100人あたり男性の人口） - 総人口: 96.8 - 18歳以上: 93.8 世帯と家族（対世帯数） - 18歳未満の子供がいる: 28.8% - 結婚・同居している夫婦: 56.3% - 未婚・離婚・死別女性が世帯主: 10.0% - 非家族世帯: 29.8% - 単身世帯: 24.5% - 65歳以上の老人1人暮らし: 10.0% - 平均構成人数 - 世帯: 2.47人 - 家族: 2.91人 収入と家計 - 収入の中央値 - 世帯: 56,038米ドル - 人口1人あたり収入: 22,991米ドル - 貧困線以下 - 対人口: 12.2% |

## 都市と町

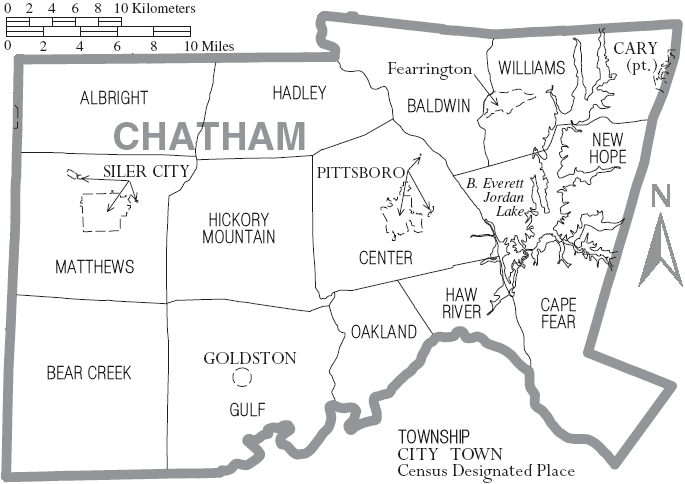
チャタム郡の自治体と郡区

- ゴールズトン
- ピッツボロ - 郡庁所在地
- サイラーシティ

### 未編入の町
| - ベアクリーク - ベネット - ボンリー - ブリックヘイブン - バイナム | - カーボントン - コリンス - クラッチフィールドクロスローズ - フェアリントンビレッジ - ガルフ | - ヘイウッド - モンキュア - シルクホープ - ウィルソンビル |

## 教育
チャタム郡は、幼稚園生から12年生の公共教育とコミュニティカレッジ・システムに予算手当をするが、管理はしていない。チャタム郡教育学区は、選挙で選ばれる教育委員会が管理している。高校は3校ある。2010年12月に新しい中学校が開校した。チャータースクールは2校ある。
セントラル・カロライナ・コミュニティカレッジが郡内にキャンパスを2つ持っており、指名で選ばれる理事会が管理している。

## 公園とレクリエーション
下記の公園以外にも、ピッツボロ、サイラーシティ、ゴールズトンの町は公園やレクリエーション施設を運営している。

### 郡立公園とレクリエーション地域
ノースウェスト地区公園、ノースイースト地区公園、サウスウェスト・コミュニティ公園、アール・トンプソン公園、アメリカン・タバコ・トレイル、バイナム・ビーチ・カヌー・アクセスがある。

### 州立公園とレクリエーション地域
ジョーダン湖州立レクリエーション地域（クロスウィンズキャンプ場、エベネザー教会、パーカーズ・クリーク、ポプラ・ポイント、シーフォース、ビスタ・ポイント、ローブソン・クリーク、ニューホープ・オーバールック、ホワイトオーク・レクリエーション地域を含む）、ローワーホー州立自然地域、ジョーダン湖教育用州有林があり、ディープ川州立トレイルが計画されている。

### その他の見どころ
カーニボア保存信託地、ニューホープ・バレー鉄道、ホワイトパインズ自然保護地、コンドレット自然保護地、マッキーバ・ランディング、ラグレンジ水際保存地、ウッズミル・ベンド、ディープ川公園とバックトラス橋、クロスウィンズ・マリーナがある。

## メディア
郡内で発行される新聞には全て週刊紙の「チャタム・ジャーナル」（ピッツボロ）、「チャタム・ニューズ」（サイラーシティ）、「チャタム・レコード」（ピッツボロ）がある。
全国系列のテレビ局は4つの局の放送を視聴できる。